# CASSIOPE
CASSIOPE és un satèl·lit artificial de l'Agència Espacial Canadenca en una òrbita polar el·líptica enlairat en 29 setembre 2013, transporta un sistema de comunicacions comercial anomenat Cascade i un equip experimental científic anomenat ePOP (enhanced Polar Outflow Probe). Aquesta combinació dona lloc a la sigla CASSIOPE, de "Cascade, Smallsat and Ionospheric Polar Explorer".
L'Institute for Space Research de la Universitat de Calgary lidera el projecte. Els instruments del satèl·lit recullen dades de tempestes solars en l'atmosfera superior. Aquestes tempestes donen lloc a les aurores polars o "aurores boreals" vist en el cel en les latituds del nord. Si bé aquests efectes ondulats poden oferir una nit emocionant com a espectacle, poden interferir amb les comunicacions de ràdio, navegació de GPS, i altres sistemes basats a l'espai. Els vuit instruments científics a bord del CASSIOPE ajuden als científics a comprendre el "clima solar" i, finalment, planificar mesures per mitigar els seus efectes nocius.
La càrrega útil comercial proporciona un servei de lliurament d'arxius d'emmagatzematge i reenviament digital, aprofitant el fet que CASSIOPE passa per sobre de gran part del món 15 vegades al dia. Es descriu sovint com un servei courier, amb els clients que utilitzen una petita antena parabòlica d'un o dos metres per pujar i descarregar arxius a una velocitat d'1,2 gigabits per segon. La capacitat d'emmagatzematge és d'entre 50 i 500 gigabytes i el temps de "lliurament" és de 90 minuts, en funció dels punts de recollida i dipòsit del planeta.
Les dues missions també serveixen com una prova per al bus o la plataforma per a aquest tipus de petit satèl·lit. El mateix disseny es pot reutilitzar per a missions posteriors, després de les millores necessàries.
El contractista principal del satèl·lit és Bristol Aerospace de Winnipeg, Manitoba i dos dels vuit instruments científics a bord són subministrats pels socis internacionals, la NASA i la JAXA.
CASSIOPE pesa aproximadament 375 kg. Té forma hexagonal amb dimensions d'1,6m en la seva part més estreta i 1,8m en la seva part més ampla. S'havia posat de manifest que aquestes característiques podrien canviar a mesura que el projecte avancés.

## Vehicle de llançament Falcon 9
El llançament de CASSIOPE fou el sisè llançament del vehicle de llançament Falcon 9 i el primer llançament del Falcon 9 en configuració v1.1. El llançament inclou un seguit de primícies de missions de llançament:
- primer ús dels motors actualitzats Merlin 1D, generant aproximadament un 56 percent més d'impuls sobre el nivell del mar que els motors Merlin 1C utilitzats en tots els anteriors vehicles Falcon 9
- primer ús d'una primera etapa significativament més llarga, que va ser allargat per donar cabuda a tancs de combustible més grans necessaris per transportar combustible per als motors més potents
- els nou motors Merlin 1D del primer tram estan disposats en un patró octogonal amb vuit motors en un cercle i el novè en el centre
- primer llançament de les noves instal·lacions de llançament de SpaceX, el Complex de Llançament Espacial núm. 4, al Vandenberg Air Force Base, Califòrnia, i va ser el primer llançament sobre l'oceà Pacífic utilitzant les instal·lacions del rang de proves del Pacífic.
- primer llançament del Falcon 9 en transportar un satèl·lit. Cada llançament previ del Falcon 9 va ser una càpsula Dragon o una Model de prova en forma de Dragon, encara SpaceX ja havia llançat amb èxit un satèl·lit en la missió Falcon 1, Flight 5.
- primer llançament a utilitzar un carenat expulsable, que introdueix el risc d'un esdeveniment de separació addicional.

### Proves del vehicle de llançament
En una disposició inusual del primer tram del vehicle de llançament Falcon 9 de SpaceX es va realitzar una prova de propulsió sota aigua del segon tram amb la càrrega útil CASSIOPE quan es separa de l'impulsador. Com a part del programa de proves del sistema de llançament de coets reutilitzables de SpaceX, l'impulsador de la primera etapa de la missió CASSIOPE realitzarà una ignició per reduir la seva caiguda i llavors una segona ignició poc abans d'arribar a l'aigua. SpaceX té la intenció de dur a terme aquest tipus de proves en cada vehicle de llançament Falcon 9 v1.1 i "seguirà fent aquest tipus de proves fins que es puguin realitzar un retorn del vehicle al lloc de llançament i un aterratge controlat. S'esperen diversos errors abans d'aprendre a fer les coses bé.'"